# Piz Cagniel
Der Piz Cagniel ⓘ (kaum aus älterem rätoromanisch cugniel, Diminutiv zu cugn, lateinisch cuneus für ‚Keil‘, sondern eher synkopiert aus rätoromanisch calcagniel, Diminutiv zu calcogn, lateinisch calcaneum für ‚Ferse‘) ist ein Berg westlich von Mulegns im Kanton Graubünden in der Schweiz mit einer Höhe von 2975 m ü. M.

## Lage und Umgebung

In der Mitte der Piz Cagniel, links davon Fuorcla Cagniel und Piz Forbesch rechts Fuorcla Curtegns und Usser Wissberg, dahinter Piz Platta und davor Fuorcla Starlera, Murter und Piz Alv.

Der Piz Cagniel ist das Südwestende des Forbesch-Arblatsch-Massiv, einer Untergruppe der Oberhalbsteiner Alpen. Er befindet sich vollständig auf Gemeindegebiet von Surses. Der Piz Cagniel wird im Norden durch die Val Curtegns, einem Seitental der Val Nandro und im Südosten durch die Val Gronda, einem Seitental der Val Faller eingefasst. Beides sind wiederum Seitentäler vom Oberhalbstein.
Zu den Nachbargipfeln gehören der Piz Forbesch und der Piz Arblatsch im Nordosten, der Piz Platta im Südosten, der Usser Wissberg im Südwesten sowie der Murter und der Piz Mez im Nordwesten. Südlich des Piz Cagniel befindet sich die Fuorcla Curtegns, westlich die Fuorcla Starlera und nordöstlich die Fuorcla Cagniel.
Der am weitesten entfernte sichtbare Punkt (48° 14′ 43″ N, 9° 29′ 17,6″ O) vom Piz Cagniel ist genau Richtung Norden ein Hügel bei Zwiefalten, einer Gemeinde im Landkreis Reutlingen etwa auf halber Strecke zwischen Stuttgart und dem Bodensee. Der Punkt ist 193 km vom Piz Cagniel entfernt.
Talort ist Mulegns, häufige Ausgangspunkte Radons in der Val Nandro, Tga in der Val Faller oder Ausserferrera im Averstal.

## Routen zum Gipfel

### Über den Nordostgrat
- Ausgangspunkt: Mulegns (1482 m), Tga (1927 m) oder Radons (1893 m)
- Via: Fuorcla Cagniel
- Schwierigkeit: WS
- Zeitaufwand: 4¼ Stunden von Mulegns, 3¼ Stunden von Tga oder 3¾ Stunden von Radons (50 Min von der Fuorcla Cagniel)

### Über den Westgrat
- Ausgangspunkt: Mulegns (1482 m), Tga (1927 m), Radons (1893 m), Cresta (1959 m) oder Innerferrera (1481 m)
- Via: Fuorcla Curtegns
- Schwierigkeit: WS, bis zur Fuorcla Curtegns als Wanderweg weiss-rot-weiss markiert
- Zeitaufwand: 4¾ Stunden von Mulegns, 3¾ Stunden von Tga, 4¼ Stunden von Radons, 3½ Stunden von Cresta oder 5¼ Stunden von Innerferrera (1¼ Stunden von der Fuorcla Curtegns)
- Bemerkung: Routen zur Fuorcla Curtegns siehe im Artikel Fuorcla Curtegns.

## Galerie

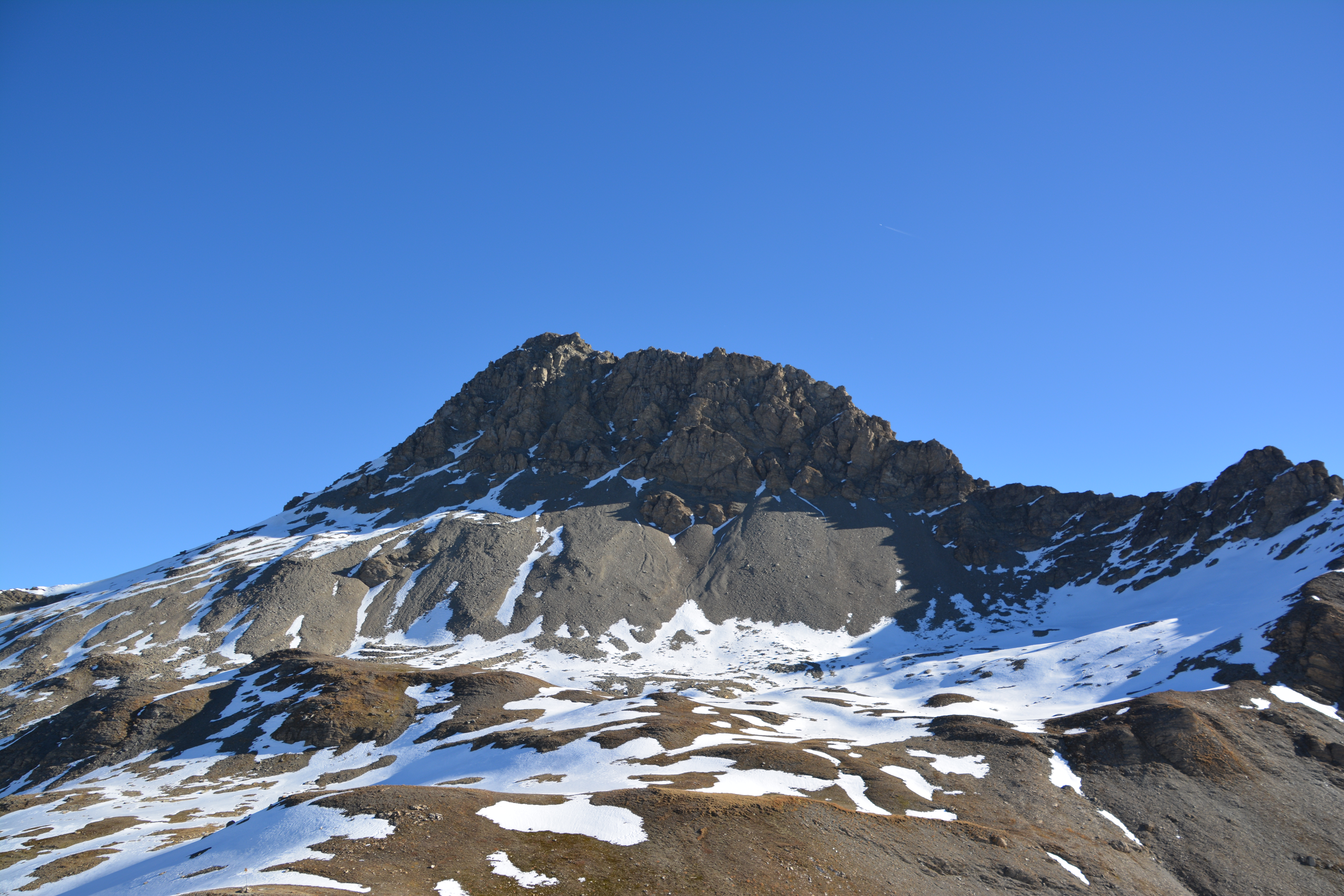
Blick von der Fuorcla Curtegns zum Piz Cagniel.
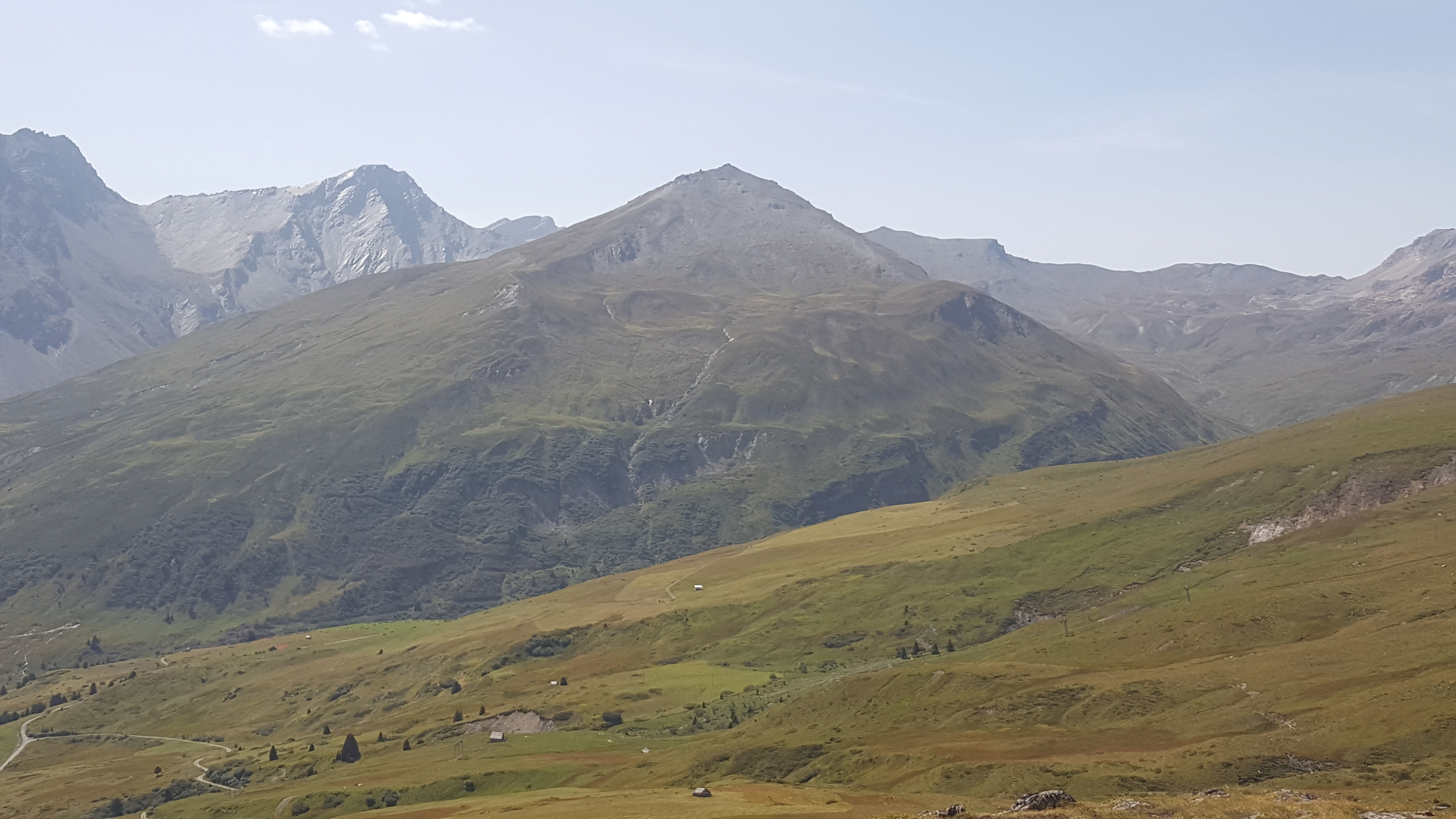
Blick vom Crap Farreras, in der Mitte Piz Mez, links davon der Piz Cagniel.